# IV. György brit király
IV. György (teljes nevén George Augustus Frederick of Hanover; London, 1762. augusztus 12. – Windsori kastély, 1830. június 26.) Nagy-Britannia és Írország Egyesült Királyságának, valamint a Hannoveri Királyság uralkodója 1820-tól 1830-as haláláig. 1811-től elmebeteg apja, III. György helyett volt régensherceg.
IV. György kicsapongó, extravagáns életmódot folytatott, lelkes támogatója volt az új divatirányzatoknak; "Anglia első úriemberének" is hívták. Róla nevezték el az 1810-es évek új építészeti és stílusirányzatát régenskorszaknak (Regency). Az ő támogatásával épült John Nash tervei alapján a brightoni Királyi Pavilon, valamint a Buckingham-palota és a windsori kastély átépítése. A király anyagi hozzájárulásával jött létre a londoni Nemzeti Galéria és a King’s College London.
Tékozló, élvhajhász természete miatt apjával és feleségével, Braunschweig-Wolfenbütteli Karolinával rossz volt a viszonya, utóbbival csak egy évig élt együtt. Még azt is megtiltotta, hogy felesége (aki már korábban Itáliába költözött) részt vegyen a koronázási ünnepségeken és jogi ügyeskedéssel sikertelenül próbált elválni tőle.
Uralkodása nagy részében Lord Liverpool volt Nagy-Britannia miniszterelnöke. A miniszterek a király viselkedését önzőnek, felelőtlennek, megbízhatatlannak és kegyencei által könnyen befolyásolhatónak tartották. A kormány az uralkodó segítsége nélkül megnyerte a Napóleon elleni háborút, a bécsi kongresszuson a többi nagyhatalommal létrehozta az új európai rendet és igyekezett megoldani a háború utáni gazdasági és politikai problémákat. Az 1820-as évek végén György kormánya nyomására aláírta a katolikusok egyenjogúsításáról hozott törvényt, amit egyébként ellenzett. Egyetlen törvényes gyermeke, Sarolta 1817-ben elhunyt, így a király halála után öccse, IV. Vilmos követte a brit és hannoveri trónon.

## Ifjúsága

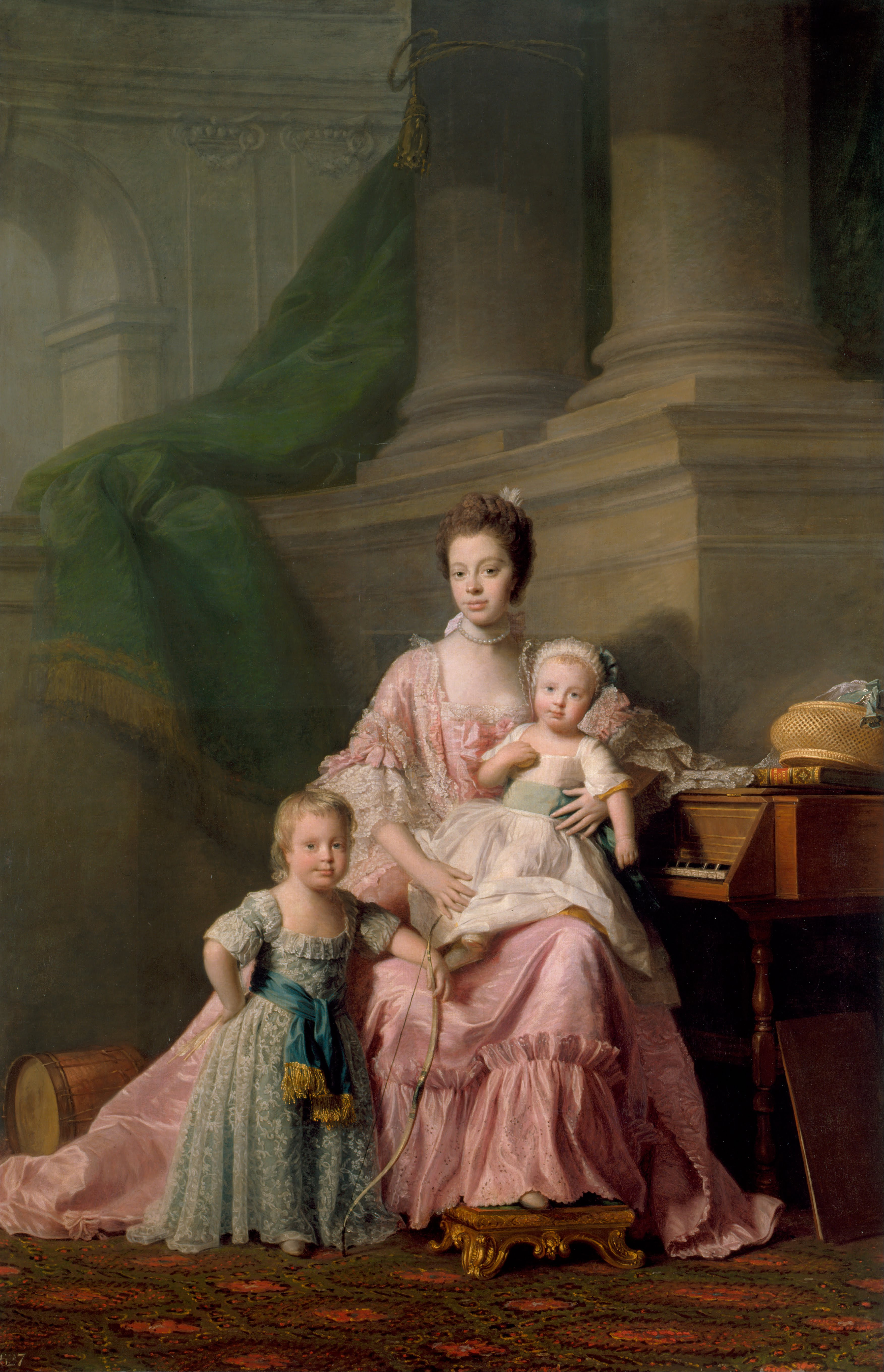
György (balra) anyjával és Frigyes öccsével (Allan Ramsay képe, 1764

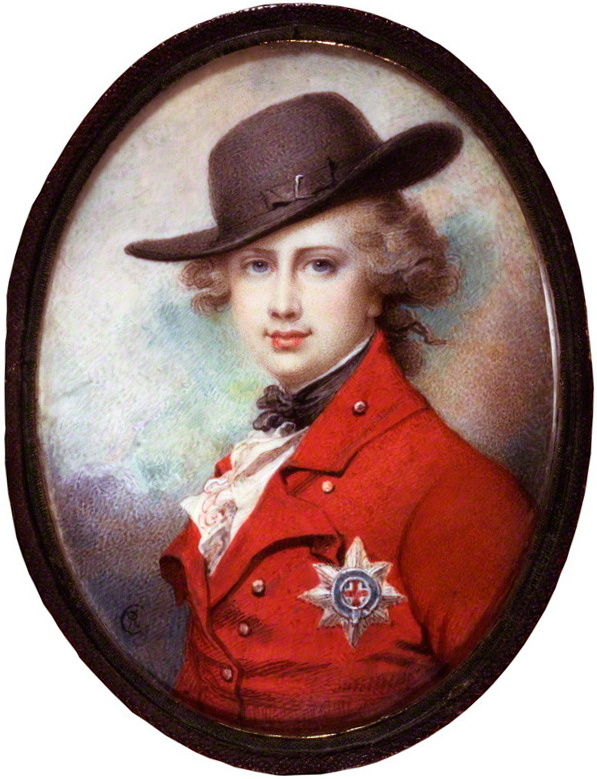
Medálportré (Richard Cosway, kb. 1780–82)

Hannoveri György Ágost Frigyes 1762. augusztus 12-én született a londoni St James's Palace-ban III. György brit király és felesége, Mecklenburg-Strelitzi Sarolta első gyermekeként. Nagy-Britannia uralkodójának legidősebb fiaként születése pillanatától Cornwall és Rothesay hercege volt, pár nappal később pedig megkapta a Wales hercege és Chester grófja címeket is. Egy hónaposan, szeptember 18-án Thomas Secker canterburyi érsek megkeresztelte. Keresztszülői IV. Adolf Frigyes mecklenburg-strelitzi herceg (anyai nagybátyja, akit [William Cavendish, Devonshire 4. hercege]], lordkamarás képviselt), Vilmos cumberlandi herceg (apai nagyapjának fia) és Szász-Gothai Auguszta walesi hercegnő (apai nagyanyja) voltak. György könnyen tanult, és hamar elsajátította a francia, német és olasz nyelveket (angol anyanyelve mellett).
Tizennyolc évesen saját házat kapott, és botránymentes, hétköznapi életet élő apjával éles ellentétben, belevetette magát a kicsapongásokba és tékozló szórakozásokba; rendszeresen ivászatokon vett részt, és számos szeretőt tartott. Józanon és részegen is szellemes társalgónak tartották, és jó ízléssel (egyben rendkívül költségesen) rendezte be palotáját. Amikor a herceg 21 éves lett, a parlament 60 ezer fontot (mai árfolyamon 6,5 millió font) szavazott meg a számára, és apjától további 50 ezer fontos évjáradékot (ma kb. 5,5 millió font) kapott. Ennél azonban jóval többet költött, egyedül az istállójának fenntartása 31 ezer fontba került évente. Beköltözött a Carlton House palotába, és folytatta kicsapongásait. Életvitele miatt apja és közötte hamarosan súrlódások léptek fel, mert III. György konzervatívabb viselkedést várt el a trónörököstől. Viszonyukat tovább rontotta, hogy a herceg a politikában a radikális Charles James Foxot támogatta, akit a király ki nem állhatott.
Nem sokkal 21. születésnapja után György belebolondult Maria Fitzherbertbe, aki közrendű volt, hat évvel idősebb nála, kétszer megözvegyült, ráadásul még katolikus is, vagyis szinte mindent megtestesített, ami elfogadhatatlanná tette a királyi ház számára. A herceg azonban elhatározta, hogy feleségül veszi. Az 1701-es rendezési törvény értelmében katolikus házastárssal elvesztette volna jogát a brit trónra, és az 1772-es királyi házasodási törvény értelmében csak az uralkodó engedélyével lehetett volna törvényes a házasságuk, amit III. György soha nem adott volna meg.
Mindennek ellenére 1785. december 15-én Maria Fitzherbert londoni házában megtartották az esküvői ceremóniát. Formálisan a házasság nem volt érvényes, mert a király nem hagyta jóvá (nem is kérték). Fitzherbert katolikus hite értelmében az egyházi törvény a világi fölött áll, ezért tényleges férjének tekintette a herceget, azonban beleegyezett, hogy politikai okokból titokban tartja frigyüket.
Pénzszórásai miatt a herceg adósságokba keveredett, amit a király nem volt hajlandó kifizetni, ezért el kellett hagynia a Carlton House-t, és beköltözött Maria Fitzherberthez. 1787-ben György parlamenti barátai felajánlották neki, hogy egyszeri adomány révén kiegyenlítik adósságait. A sokak által sejtett illegális házasság azonban akkora botrányt kavart volna, amely megakadályozott volna mindenféle parlamenti segítséget; így a herceg barátja, a whig párt vezetője, Charles James Fox nyilvánosan rágalmazásnak minősítette a herceg házasságáról keringő pletykákat. Emiatt azonban Maria sértődött meg, és azzal fenyegetőzött, hogy szakít Györggyel. Őt végül egy másik whig képviselő, Richard Brinsley Sheridan engesztelte ki, a parlament pedig 161 ezer fontot (ma 18,5 millió font) szavazott meg a trónörökös adósságainak kiegyenlítésére, további 60 ezret pedig a Carlton House felújítására.

## Az 1788-as régensválság

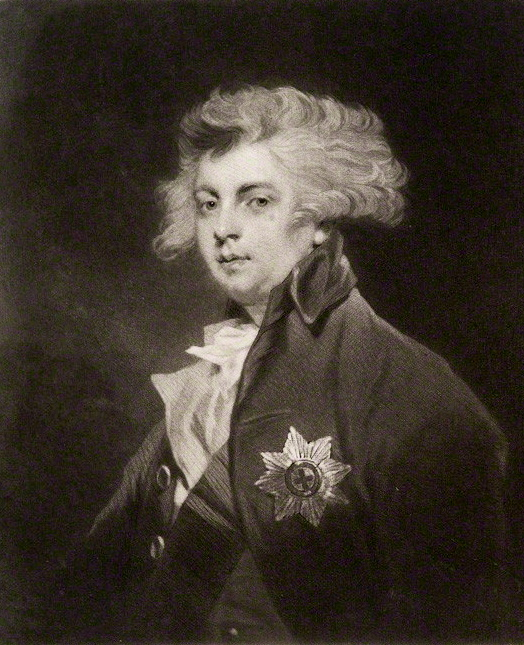
György 1785-ben

1788 nyarán III. György (egyes vélemények szerint örökletes porfíriája miatt) elmebetegség tüneteit kezdte mutatni. Feladatai egy részét még el tudta látni és a parlament ülését szeptemberről novemberre napolta el. Eközben azonban teljesen megháborodott és amikor a parlament novemberben összeült, az uralkodó nem volt képes elmondani megnyitó beszédét. Mivel a törvény szerint a többi napirendi pontra csak a beszéd után kerülhetett sor, a parlament munkája megbénult.
Bár formálisan megsértették a törvényt, a képviselők mégis elkezdték az uralkodó helyettesítésének, a régens kiválasztásának megvitatását. A whig Charles Fox kijelentette, hogy a király cselekvőképtelensége esetén a trónörökös walesi herceg automatikusan meg kell kapja az ország irányítását. A miniszterelnök, a tory ifjabb William Pitt szerint, viszont a parlamentnek kellett döntenie a kérdésben; bár abban egyetértett Foxszal, hogy a herceg lenne a kézenfekvő jelölt.
György – bár Pitt javaslatát sértőnek érezte – kijelentette, hogy parlamenti felhatalmazás nélkül nem fog megpróbálkozni a uralkodói hatalom gyakorlásával. A Pitt által összeállított régensi törvényjavaslat lényegesen korlátozta a régensherceg jogkörét, többek között nem adhatott volna el királyi birtokot és az uralkodó gyerekén kívül másnak nem adományozhatott volna főnemesi címet. A herceg tiltakozása után a felek kiegyeztek egy kompromisszumos javaslatban.
1789. február 3-án megnyílt a parlament ülése, ahol a király helyett a megbízott lord (Lord Commissioner) tartotta a nyitóbeszédet. A lord kinevezése azonban sokak szerint illegális volt, mert a kinevezési dokumentum nagypecséttel való ellátáshoz nem kérték (nem kérhették) ki a király engedélyét. Megkezdődött a régenstörvény megvitatása, de még elfogadása előtt III. György állapota hirtelen javulni kezdett. A király utólag elfogadhatónak ítélte meg Pitték eljárását a megbízott lord kinevezésének ügyében.

## Házassága és szeretői

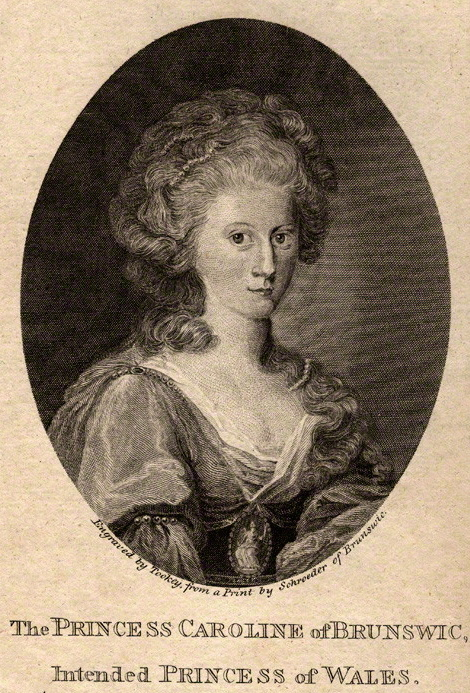
György felesége, Braunschweig-Wolfenbütteli Karolina

György továbbra is halmozta az adósságokat, amiket apja csak akkor volt hajlandó kifizetni, ha feleségül veszi az általa kiszemelt hercegnőt, Braunschweig-Wolfenbütteli Karolinát. A herceg 1795-ben beadta a derekát és április 8-án a St James Palace királyi kápolnájában megtörtént az esküvő. A házasság azonban katasztrofálisan sikerült, a felek egyáltalán nem illettek egymáshoz. Egyetlen gyerekük, Sarolta hercegnő megszületése után, 1796-ban szét is váltak. György ezután kisebb-nagyobb kihagyásokkal Maria Fitzherberttel élt együtt élete végéig.
A herceg számos szeretőt tartott. Köztük volt Mary Robinson költőnő, akit bőséges évjáradékot kapott, mikor azzal fenyegetőzött, hogy György leveleit eladja az újságoknak; Grace Elliott, egy orvos elvált felesége; és Frances Villiers jersey-i grófné. Idősebb korában Isabella Ingram-Seymour-Conway hertfordi márkinével és Elizabeth Conyngham conynghami márkinéval folytatott viszonyt. Állítólag több törvénytelen gyermeke is született. Az 1786-ban született James Ord (aki később az Egyesült Államokba költözött és jezsuita pap lett) György és Maria Fitzherbert közös gyereke volt. Király korában György elmesélte egyik barátjának, hogy van egy fia, aki hajóskapitány a Nyugat-Indiákon; őt Henry A. F. Herveyként (1786–1824) azonosították és Anne Barnard, a skóciai Balcarres grófjának lánya szülte neki. Szintén az ő gyerekének tartották George Seymour Crole őrnagyot (az ő anyja Eliza Crole vagy Fox volt, egy színigazgató lánya); William Hampshire-t (Sarah Brown fogadóslánytól) és egy francia nővel folytatott viszonyából származott Charles Candy.
1795-re a herceg ismét 630 ezer fontos (közel 59 millió mai font) adósságot halmozott fel. A parlament hajlandó volt ezt megtéríteni, de nem egy összegben, hanem 60 ezer fonttal (majd 1803-ban újabb 65 ezerrel) megnövelte György évjáradékát. Így 1806-ra visszafizették az 1795-ös adósságot, ám addigra György újabb jelentős hiteleket vett fel.
1804-ben a kis Sarolta hercegnő elhelyezését illetően vita robbant ki, aminek végén a hercegnő nagyapjához, a királyhoz került. A herceg azzal vádolta meg feleségét, hogy egy törvénytelen fiút szült. Ezzel kapcsolatosan létrehoztak egy parlamenti bizottságot, amely megállapította, hogy a vád hamis; de azt is, hogy Karolina kimondottan indiszkréten viselkedett.

## A régensherceg

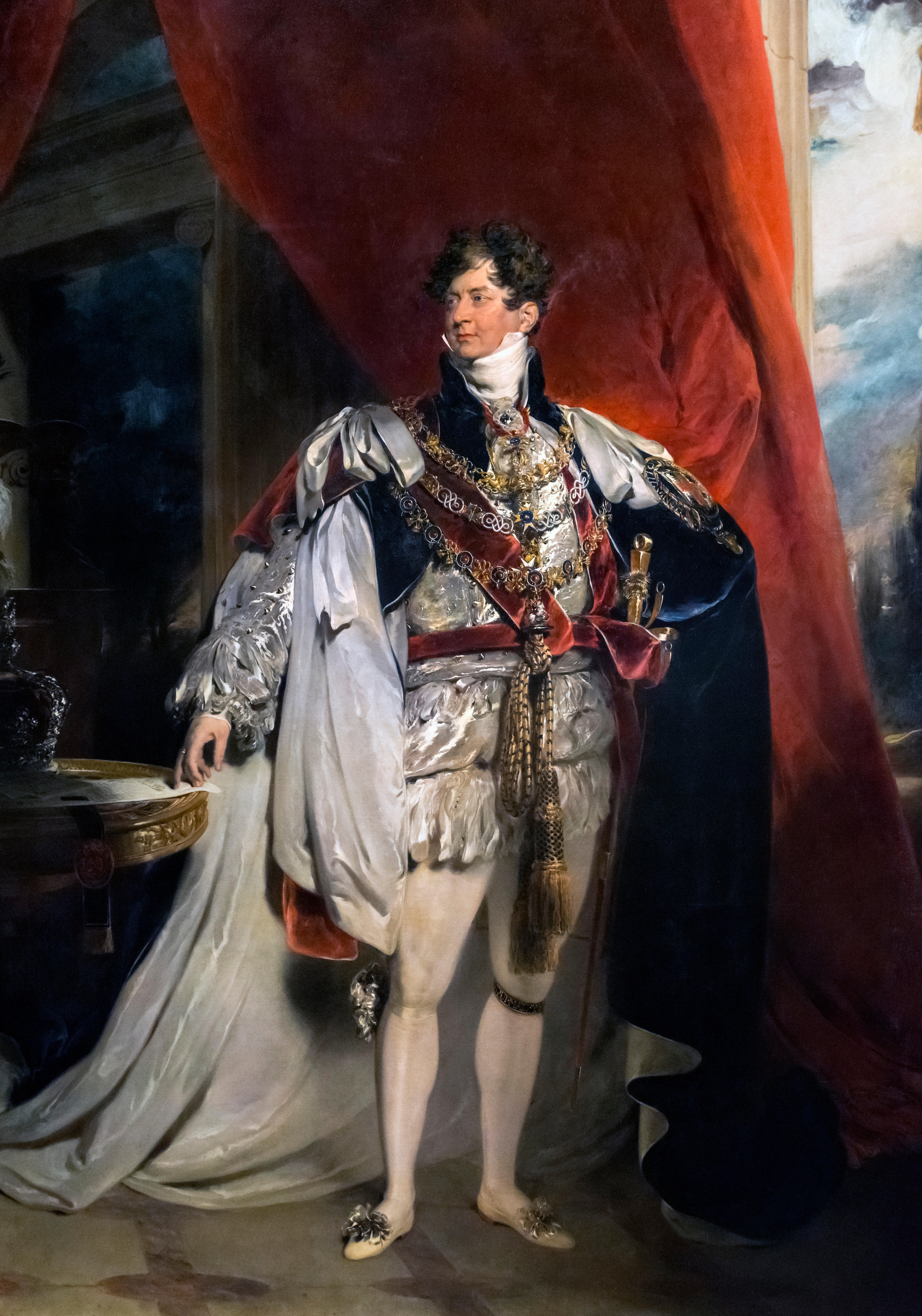
A régensherceg (Thomas Lawrence képe, 1816)

1810 végén III. György legkisebb és kedvenc lánya, Amália hercegnő halála után a király elmebetegsége visszatért. A lordkancellár az 1788-as precedens alapján kinevezte a megbízott lordot (Lord Commissionert), a parlament pedig 1811-ben meghozta a régenstörvényt, amely szerint a király cselekvőképtelensége alatt a walesi herceg vezeti az országot bizonyos korlátozásokkal. A korlátozások csak egyéves időtartamra szóltak. György 1811. február 5-i hatállyal lett régensherceg.
György teljesen minisztereire hagyta a kormányzást, sokkal kevésbé szólt bele a politikába, mint az apja. Végképp megrögzült az az elv, hogy a miniszterelnököt az alsóházi többség jelöli ki, függetlenül az uralkodó szimpátiájától. Az ország ügyeit alapvetően a kormány intézte, a régensherceg alig vett részt az ügyeikben. A legfontosabb belpolitikai kérdés ekkor a katolikusok (leginkább az írek) egyenjogúsítása, emancipációja volt, amit a whigek támogattak, a Spencer Perceval vezette tory kormány viszont ellenzett. A közvélemény arra számított, hogy a hivatalába lépő régensherceg a whigek vezetőjét, William Grenville-t nevezi ki miniszterelnöknek, György azonban anyja tanácsára úgy döntött, hogy meghagyja a tory kormányzatot, nehogy a változás még inkább aláássa apja egészségét. György később sem változtatott a politikai vezetésen, amikor apja állapota véglegesnek mutatkozott. Ehelyett arra kérte a whigeket, hogy csatlakozzanak Perceval kormányához; ők azonban az emancipáció miatti véleménykülönbség miatt erre nem voltak hajlandóak.
1812. május 10-én Percevalt meggyilkolták. A régensherceg előbb Richard Wellesleyt (Wellington hercegének bátyját), majd Francis Rawdon-Hastingsot kérte fel, hogy mindkét párt részvételével koalíciós kormányt állítson fel, de ekkor egyik fél sem akart közös irányítást. György ezután Perceval hadügyminiszterét, Lord Liverpoolt kérte fel a korábbi összetételű kormány munkájának folytatására.
A toryk a külpolitikában a Napóleon-ellenes, kompromisszumok nélküli háborút képviselték (ellentétben az olyan whig politikusokkal, mint pl. Charles Grey). 1814-ben a brit-orosz-osztrák-porosz szövetség vereséget mért a franciákra. Az ezután következő bécsi kongresszuson a Hannoveri-házhoz tartozó brit uralkodók régi országát, a Hannoveri Választófejedelemséget (amely I. György óta perszonálunióban volt Nagy-Britanniával és amelyet Napóleon beolvasztott a Vesztfáliai Királyság bábállamba) a Hannoveri Királyság formájában helyreállították. 1814. december 30-án a régensherceg aláírta a genti békét, amely lezárta az Egyesült Államokkal 1812 óta zajló háborút. 1815-ben Napóleon visszatért elbai száműzetéséből, de a waterlooi csatában legyőzte őt a brit-porosz szövetség.
Ebben az időszakban György nagy figyelmet szentelt az új divat- és stílusirányzatoknak és Beau Brummell divatfi és John Nash építész segítségével létrehozta az ún. "regency" (régenskorszak) építészeti stílust. Nash ekkor tervezte a londoni Regent's Parkot és a Regent Streetet. A herceg élen járt a tengerparti üdülés új divatjában, és Brigthonban megépíttette a Tádzs Mahal ihlette "indiai gótikus" Királyi Pavilont.

## Uralkodása

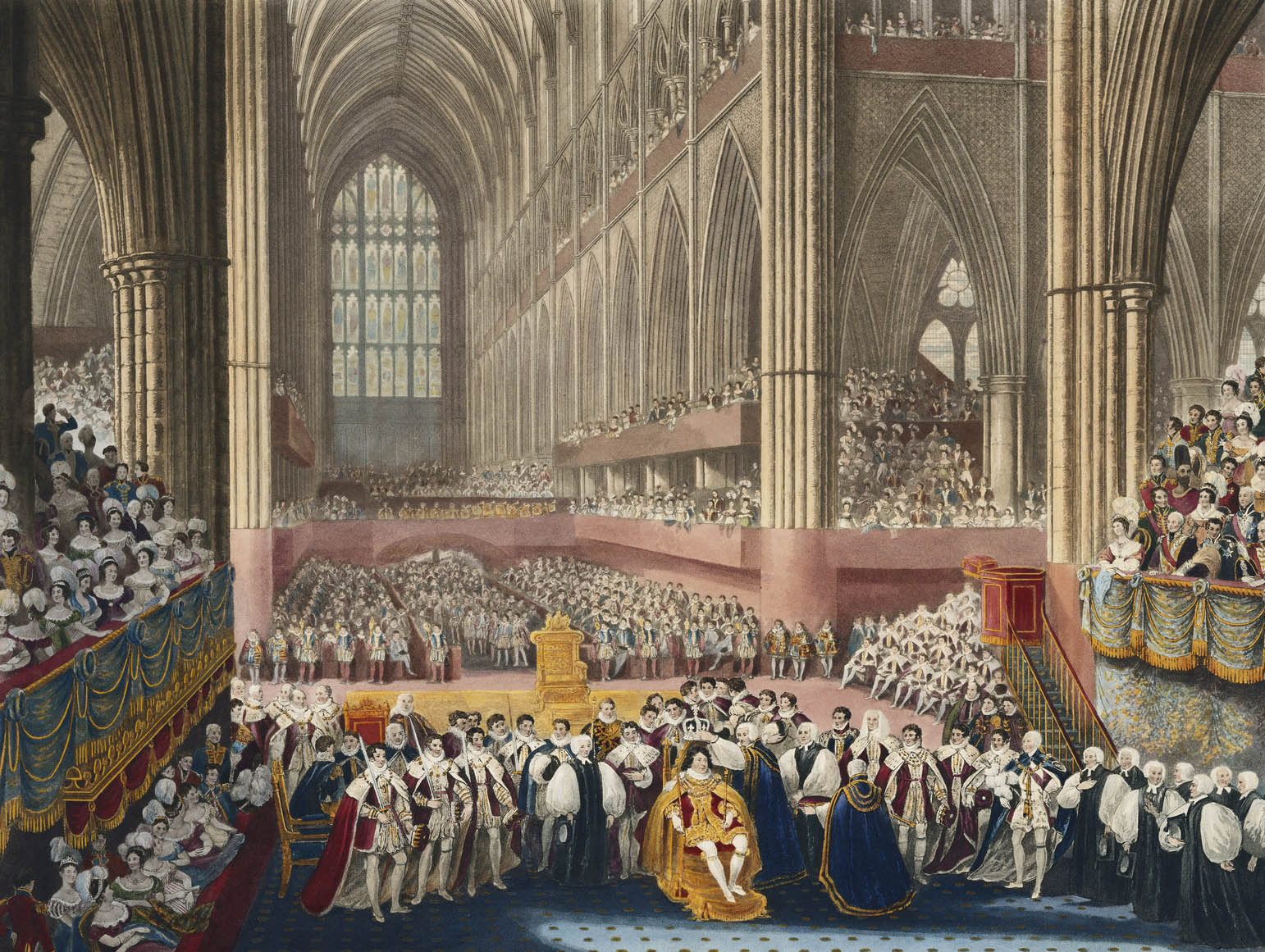
IV. György koronázása

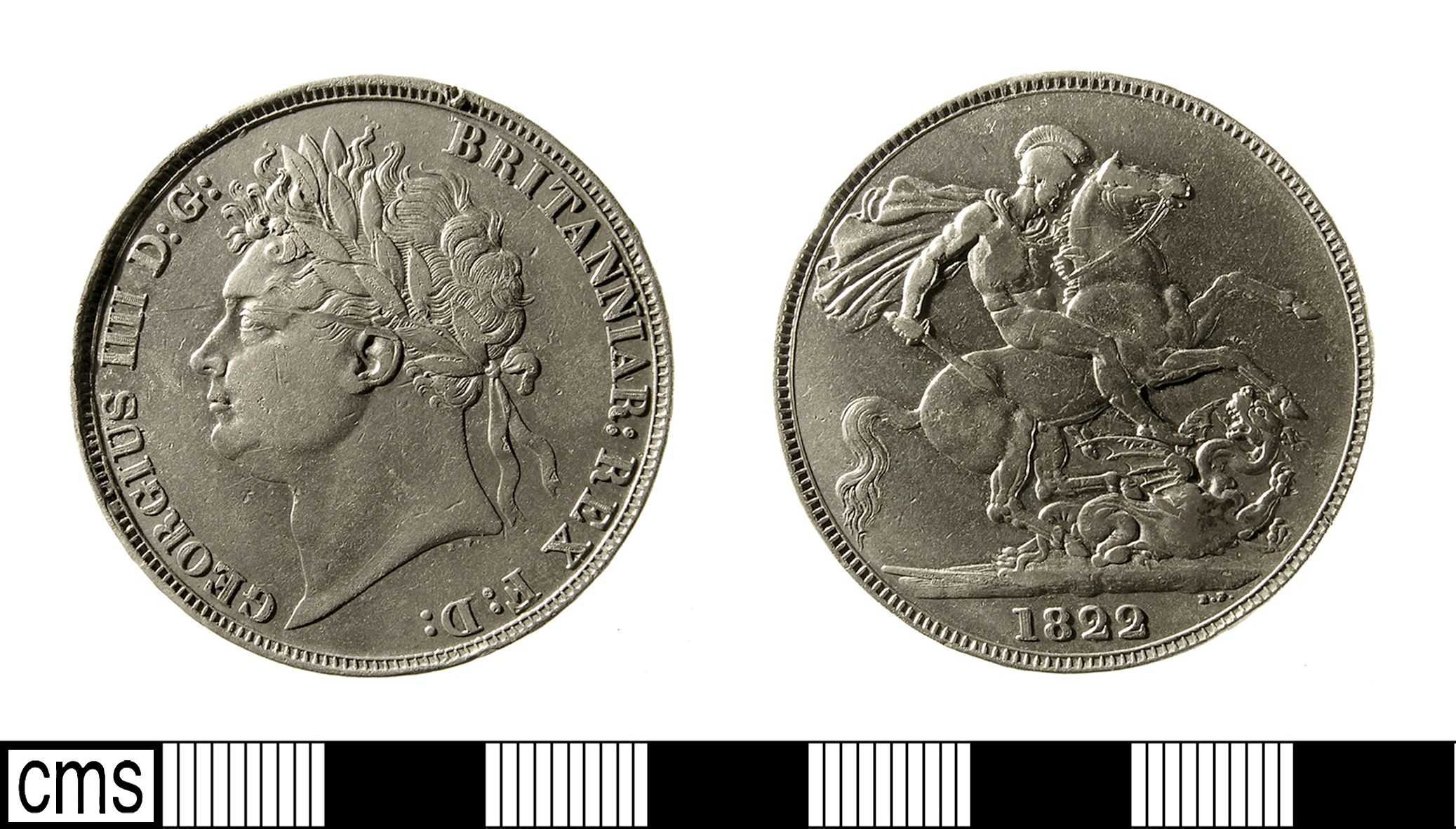
IV. György ezüst korona (crown), azaz 1/4 font sterling érméje 1822-ből, hátoldalán Benedetto Pistrucci legendás sárkányölő Szent György ábrázolásával.

III. György 1820. január 29-én meghalt és az 57 éves régensherceg IV. György néven Nagy Britannia és Írország Egyesült Királysága, valamint Hannover uralkodója lett, de tényleges jogosultságaiban és feladataiban nem következett be lényeges változás. Trónra lépésekor már erősen elhízott volt egy egyes történészek szerint laudánumfüggő is.
A koronázáskor újabb botrány tört ki György és felesége között. Karolina 1796 óta külön élt férjétől és mindkettejüknek voltak kalandjaik. 1814-ben Karolina Olaszországba költözött, de a koronázásra visszatért Angliába, hogy nyíltan demonstrálja jogát a királynéi címre. György azonban nem ismerte el őt királyi házastársnak és utasította Nagy-Britannia nagyköveteit, hogy erről tájékoztassák az európai udvarokat is. Még az anglikán egyház imádságaiból is kivétette felesége nevét.
A király el akart válni Karolinától, de tanácsadói figyelmeztették, hogy a válási per esetén saját házasságtörő kapcsolatai is a közvélemény elé kerülnek. Ezért beadott egy törvényjavaslatot, amelyben a parlamenttel szakíttatta volna meg a házasságot, azzal az indokkal, hogy Karolina olasz kísérőjével házasságtörést követett el (vagyis egyoldalú vádirattal elkerülte volna a bírósági tárgyalást). A törvényjavaslat rendkívül népszerűtlen volt és bár a felsőházban minimális többséggel átment, az alsóházi szavazás előtt visszavonták, mert reménytelennek látták a megszavazását. György így is kitiltotta feleségét a koronázási ceremóniáról, amelyet 1821. július 19-én végeztek a westminsteri apátságban. Karolina ugyanazon a napon megbetegedett és néhány héttel később, augusztus 7-én meghalt. Betegsége alatt többször is megismételte, hogy megmérgezték.
IV. György pompás koronázása 243 ezer fontba (ma 20 millió font) került (összehasonlításképpen apja, III. György koronázási szertartása mindössze 10 ezer fonttal rövidítette meg az államkincstárat). A hatalmas költségek ellenére a közvélemény jól fogadta az ünnepséget. A király 1821-ben Írországba utazott (ő volt az első angol király II. Richárd óta, aki így tett), a következő évben pedig Skóciát látogatta meg. Szintén régi adósságot rótt le, mert a 17. század közepe óta egyetlen uralkodó sem tette a lábát skót földre. Skóciai útját Sir Walter Scott szervezte meg.
Uralkodása fennmaradó idejének nagy részét a windsori kastélyba zárkózva töltötte, bár időnként beavatkozott a napi politikába. A katolikus emancipációt illetően nézetei sokat változtak. Még 1797-ben maga adott be egy törvényjavaslatot az ír katolikusok egyenjogúsítására, de 1813-ban magánbeszélgetésekben az akkor benyújtott (és elbukott) újabb rendelet ellen foglalt állást. 1824-ben már nyíltan ellenezte a katolikusok emancipációját. Apjához hasonlóan arra hivatkozott, hogy koronázási esküjében a protestáns vallás megtartására tett fogadalmat, és abba nem fér bele a katolikuspárti intézkedések meghozatala. A király és Lord Liverpool tory kormánya egyaránt ellenezte az egyenjogúsítást, ám Lord Liverpool 1827-ben visszavonult és helyét az emancipációpárti George Canning vette át. Canningot saját párttársai sem támogatták egyértelműen, ezért néhány whiget is bevett kormányába. Canning még ugyanabban az évben meghalt és helyét Frederick Robinson foglalta el, ő azonban a következő évben lemondott. A miniszterelnök Wellington hercege lett, aki maga az emancipáció ellen volt, de belátta, hogy a katolikuskérdést meg kell oldani és az egyenjogúsítás elkerülhetetlen. A György és Wellington hercege közötti kapcsolat eléggé hűvös volt, különösen miután a király azzal ugratta a miniszterelnököt, hogy ő maga is ott volt a waterlooi csatában, német tábornoknak öltözve (Wellington első hercege volt a waterlooi csata hírneves győztese). Wellington hercege nagy nehezen rávette a királyt, hogy adja beleegyezését az 1829-es emancipációs törvényhez, de ezt később visszavonta katolikusellenes öccse, Ernő Ágost nyomására. Erre a kormány minden tagja beadta a lemondását. György végül vonakodva ugyan, de kénytelen volt aláírni a törvényt, amely többek között lehetővé tette, hogy katolikusok is lehessenek parlamenti képviselők.

## Utolsó évei

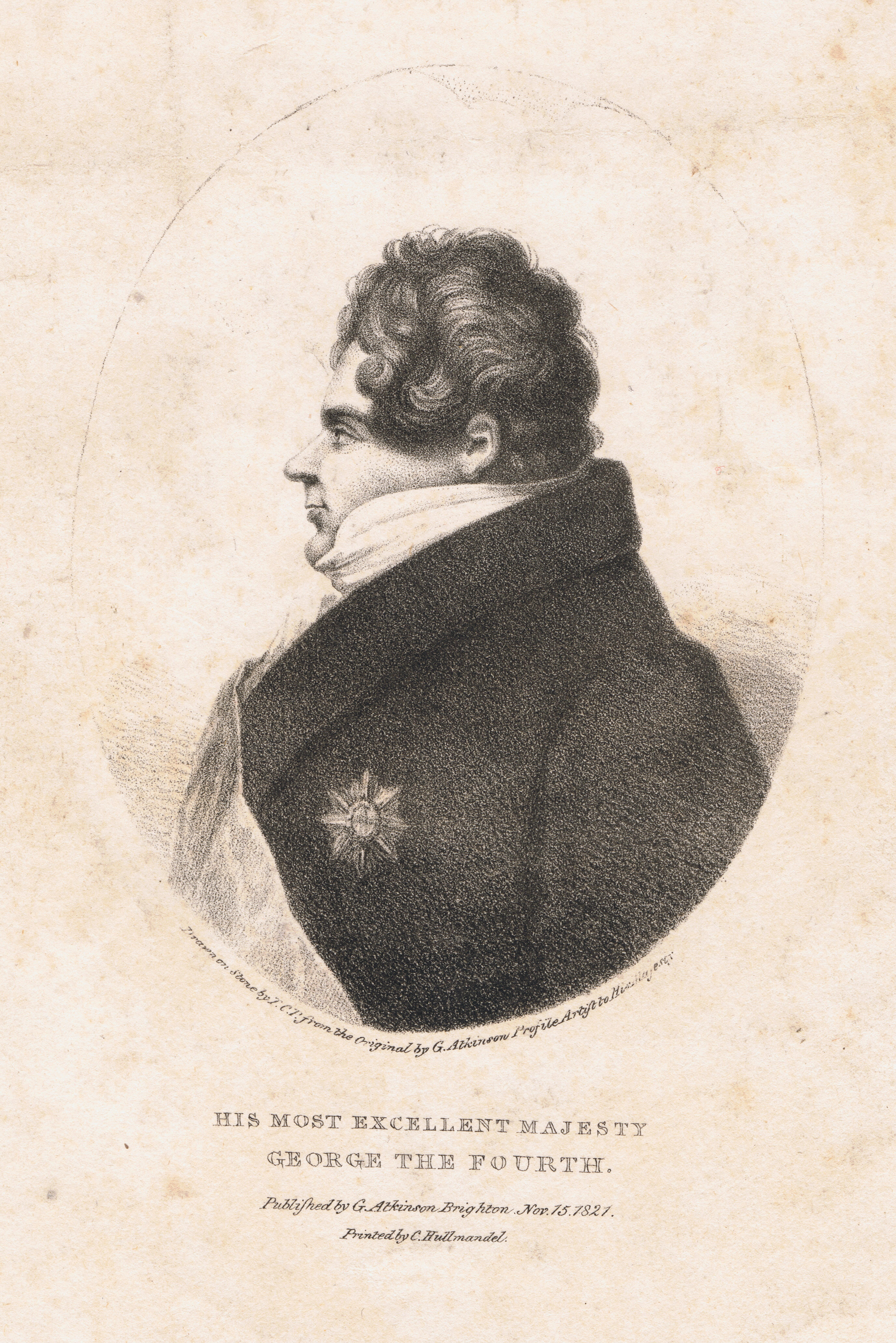
György 1821-ben (George Atkinson litográfiája)

György kicsapongó és iszákos életmódja az 1820-as évekre aláásta az egészségét. Elhízott és emiatt gyakran kigúnyolták, ha nagy ritkán megjelent a nyilvánosság előtt. Súlya már 1797-ben elérte a 111 kg-ot, 1824-ben fűzője pedig 130 cm-es derékbőségre készült. Köszvénytől, érelmeszesedéstől, ödémáktól ("vízkór") és talán porfíriától is szenvedett. Utolsó éveiben néha az egész napot az ágyban töltötte és a légszomj rohamaitól fuldokolt.
1828 végére apjához hasonlóan a szürkehályogtól majdnem megvakult. Jobb kezét annyira kínozta a köszvény, hogy már nem tudta aláírni az okmányokat. David Wilkie festő 1829 közepén azt írta, hogy a király "napról napra félelmetes módon gyengül" és olyan kövér volt, hogy úgy nézett ki "mint a héjába tömött nagy kolbász". A király hólyagfájdalmaira rendszeresen laudánumot szedett, amitől élete vége felé napokra bódult állapotba került. 1830-ban súlya elérte a 130 kg-ot.
1830 tavaszára világossá vált, hogy György a halálán van. Vízkórja miatt nem kapott levegőt, amitől csak székben ülve tudott aludni és az orvosok időnként leengedték hasából a felgyülemlett folyadékot. Májusban tollba mondta végrendeletét. Utolsó hónapjaiban a valláshoz fordult; a fődiakónusnak meggyónta, hogy megbánta korábbi züllött életmódját és remélte, hogy Isten megbocsát neki, mert mindig alattvalói javát akarta. 1830. június 26-án hajnali fél négykor felkiáltott "Édes Istenem, mi ez?", megszorította az apródja kezét, "fiam, ez a halál", mondta, aztán meghalt. Orvosai felboncolták és megállapították, hogy halálát a gyomrában megrepedt ér okozta. Húgyhólyagján "narancs méretű" daganatot találtak, szíve megnagyobbodott és zsírba ágyazódott, szívbillentyűi pedig súlyosan elmeszesedtek. 1830. július 15-én temették el a windsori kastély Szt. György-kápolnájában.
Egyetlen törvényes gyermeke, Sarolta 1817-ben meghalt, miután koraszülött gyereket hozott a világra és vérezni kezdett. Legidősebb öccse, Frigyes 1827-ben szintén gyermektelenül hunyt el, így a korona második öccsére, Vilmos clarance-i hercegre szállt.

## Megítélése

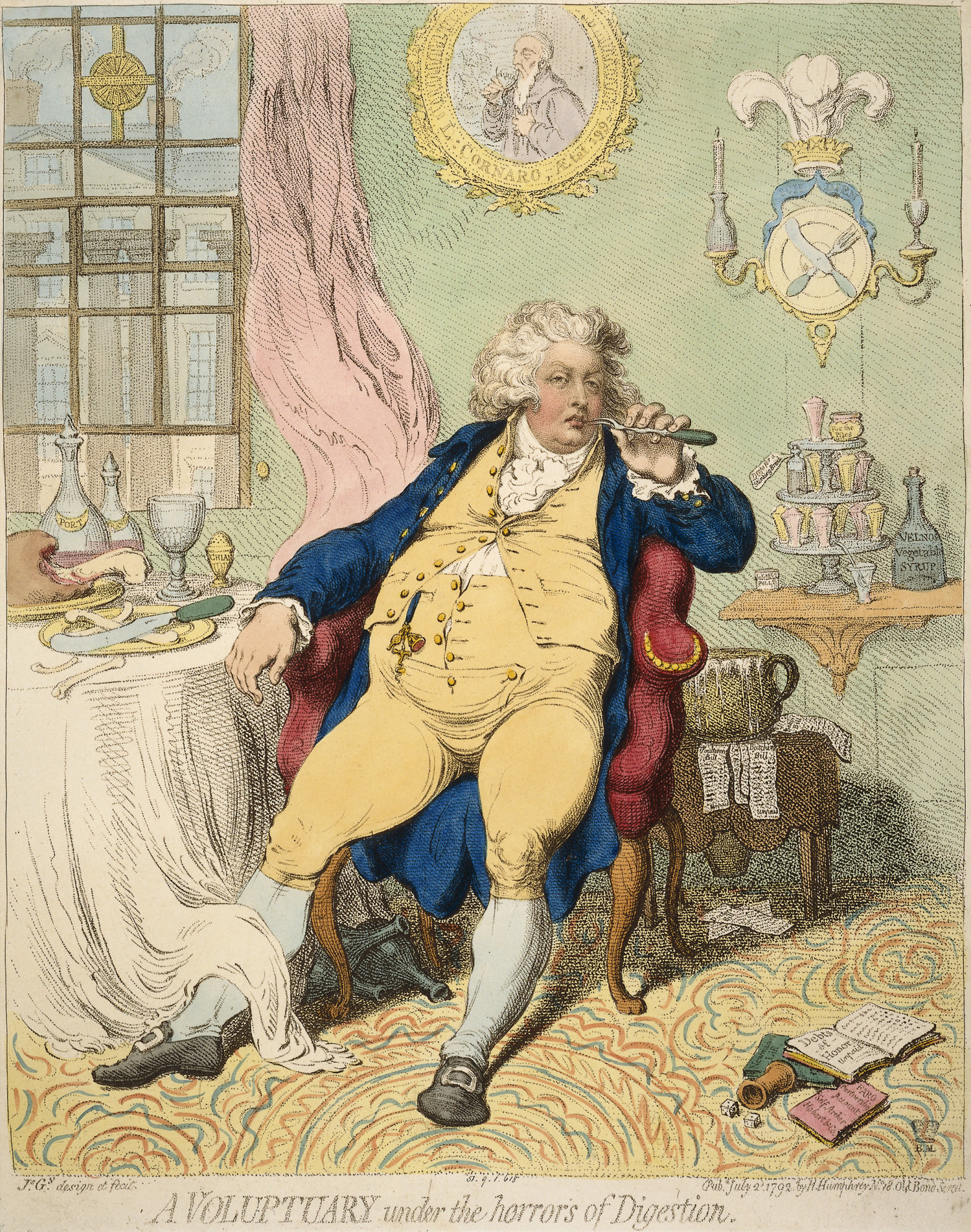
1792-es karikatúra a walesi hercegről

György utolsó éveiben testi és mentális hanyatláson esett át és szinte teljesen visszavonult a közügyektől. Egyik szárnysegédje ezt írta róla titkos naplójába: "Nem létezik ennél megvetendőbb, gyávább, önzőbb, érzéketlenebb kutya... Voltak jó és bölcs királyok, ha nem is túl sok... de úgy vélem ez egyike a legrosszabbaknak." Halálakor ezt írta róla a The Times: "Soha nem volt olyan ember, akit társai kevésbé sajnáltak volna, mint ezt az elhunyt királyt. Kinek a szeme ejtett könnyet érte? Kinek a szíve dobbant érte érdektől mentes bánatában?... Ha volt is valaha egy barátja – bármilyen rendű-rangú hű barátja – az ő neve sajnos nem jutott el hozzánk."
Számos jó tulajdonsággal is rendelkezett, éles eszű, szellemes, jól tájékozott férfi volt; lustasága és falánksága azonban többnyire elfedte erényeit. A The Times azt írta róla, hogy mindig előnyben részesített "egy lányt és egy palackot a politikával és szentbeszédekkel szemben". A stílust és modort illetően "Anglia első úriemberének" tartották.
A régenskorszak idején jórészt György diktálta a divat megváltozását. Amikor politikai ellenfelei 1795-ben extra adót vetettek ki a rizsporra, György felhagyott a parókák viselésével. Sötétebb árnyalatú ruhákat hordott, mint amilyenek előtte divatban voltak, mert azok jobbak elfedték kövérségét; a szűk térdnadrág helyett lazább pantallót viselt, és divatba hozta a magas gallért és a nyakkendőt, mert ezzel elrejthette tokáját. 1822-es skóciai látogatásával újra divatba hozta (egyesek szerint létrehozta) a skótkockás viseletet.
Nagy-Britanniában számos szobrot emeltek neki, többségüket uralkodása idején. Többek között Londonban a Trafalgar téren és a brightoni Királyi Pavilon mellett van egy-egy bronz lovasszobra.

## Címei és kitüntetései
- 1762. augusztus 12. – 1820. január 29.: Cornwall hercege
- 1762. augusztus 19. – 1820. január 29.: His Royal Highness The Prince of Wales
- 1811. február 5. – 1820. január 29.: régensherceg
- 1814. október 1. – 1820. január 29.: Hannover koronahercege
- 1820. január 29. – 1830. június 26.: Nagy-Britannia és Írország Egyesült Királyságának, valamint a Hannoveri Királyság királya

### Kitüntetések és társasági tagságok
- Térdszalagrend (1765)[73]
- A brit hadsereg ezredese (1782)
- A Titkos Tanács tagja (1783)
- A Royal Society tagja (1789)
- A 10. Királyi Huszárezred ezredese (1796)
- A polgárjog doktora az Oxfordi Egyetemen (1810)
- Szent András-rend (1813, Oroszország)
- Alekszandr Nyevszkij-rend (1814, Oroszország)
- Szentlélekrend (1814, Franciaország)
- Elefántrend (1815, Dánia)[74]
- Aranygyapjas rend (1815, Ausztria)[73]
- A Katonai Vilmos-rend nagykeresztje (1818, Hollandia)[75]

### Címerei
| IV. György címere walesi hercegként (1762–1801) | Walesi hercegként és régenshercegként (1801–1820) | Nagy-Britannia királyaként (1820–1830) | Skócia királyaként (1820–1830) |

## Fordítás
- Ez a szócikk részben vagy egészben  a   George IV of the United Kingdom című angol Wikipédia-szócikk ezen változatának fordításán alapul.  Az eredeti cikk szerkesztőit annak laptörténete sorolja fel. Ez a jelzés csupán a megfogalmazás eredetét és a szerzői jogokat jelzi, nem szolgál a cikkben szereplő információk forrásmegjelöléseként.

| Előző uralkodó: III. György | Anglia királya 1820 – 1830 | Következő uralkodó: IV. Vilmos |